# اچ‌ام‌اس دولورتون (ام۳۵)
اچ‌ام‌اس دولورتون (ام۳۵) (به انگلیسی: HMS Dulverton (M35)) یک کشتی بود که طول آن ۶۰ متر (۲۰۰ فوت) بود. این کشتی در سال ۱۹۸۲ ساخته شد.